# Lophomma
Genre
Lophomma est un genre d'araignées aranéomorphes de la famille des Linyphiidae.

## Distribution
Les espèces de ce genre se rencontrent en zone holarctique.

## Liste des espèces
Selon World Spider Catalog (version 24, 25/07/2023) :
- Lophomma punctatum (Blackwall, 1841)
- Lophomma vaccinii (Emerton, 1926)

## Systématique et taxinomie
Ce genre a été décrit par Menge en 1868.

## Publication originale
- Menge, 1868 : « Preussische Spinnen. Abteilung II. » Schriften der Naturforschenden Gesellschaft in Danzig, vol. 2, p. 153-218 (texte intégral).